# 11453 Canada-Assandri
11453 Canada-Assandri este o planetă minoră (asteroid), cu un diametru de 4,766 km, din centura de asteroizi. A fost descoperită pe 28 februarie 1981 la Observatorul Siding Spring de Schelte J. Bus. 
Obiectul prezintă o orbită caracterizată de o semiaxă mare de 2,5658556 UAi, o excentricitate de 0,11, o înclinație de 8,63784 ° în raport cu ecliptica.